# Muscle du tragus
Le muscle du tragus est un muscle cutané intrinsèque de l'oreille.

## Origine
Le muscle du tragus s’insère sur le cartilage du tragus.

## Trajet
Les fibres musculaires ont un court trajet vertical en une bande aplatie.

## Insertion
Le muscle du tragus se termine sur le tissu cartilagineux et fibreux unissant la conque et l'origine de l'hélix.

## Innervation
Le muscle du tragus est innervé par une branche temporo-faciale du nerf facial.

## Action
Le muscle du tragus ne modifie que très peu la forme auriculaire chez la majorité des individus, cette action pourrait augmenter l'ouverture de la conque chez certains.